# 아이오딘화 질소
아이오딘화 질소(영어: nitrogen triiodide)는 화학식 NI3을 갖는 무기 화합물이다. 극도로 민감한 접촉 폭발물이다. 소량은 가볍게 만졌을 때 크고 날카로운 스냅으로 폭발하여 아이오딘 증기가 자주 구름을 뿜는다. 그것은 심지어 알파 방사선에 의해 폭파 될 수 있다. NI3는 파생물의 불안정성으로 인해 연구하기 어려운 복잡한 구조 화학을 가지고 있다. 아이오딘화 질소는 암모니아가 없는 경로로 준비된 1990년 라만 분광법으로 처음 특성화되었다. 붕소 질화물은 -30 °C에서 트리클로로 플루오로 메탄에서 플루오린화 아이오딘과 반응하여 낮은 수율로 순수한 암모니아를 생산한다  BN + 3IF → NIwkr3 + BF3
NI3는 다른 삼 할로겐화 수소 및 암모니아와 마찬가지로 피라미드 형 (C3v 분자 대칭성)이다.
일반적으로 "아이오딘화 질소"라고 하는 물질은 아이오딘과 암모니아의 반응에 의해 제조된다. 이 반응을 저온에서 무수 암모니아로 수행하면 초기 생성물은 NI3 · (NH3) 5이지만,이 물질은 1 : 1 부가 물을 생성하기 위해 가온시 암모니아를 잃는다. 이 부가 물은 1812년에 Bernard Courtois에 의해 처음보고되었으며, 그 공식은 1905년 Oswald Silberrad에 의해 최종 결정되었다.  그것의 고체 상태 구조는 -NI2-I-NI2-I-NI2-I -...의 사슬로 이루어져있다. 암모니아 분자는 사슬 사이에 위치한다. 암모니아로 암흑에서 감기고 습기가있을 때, NI3 · NH3는 안정하다.NI3와 NI3 · NH3의 불안정성은 3 개의 큰 아이오딘 원자가 상대적으로 작은 질소 원자 주변에 서로 붙어서 생기는 큰 입체 변형에 기인한다. 이것은 분해에 대한 매우 낮은 활성화 에너지를 가져오고, N2의 큰 안정성으로 인해 더 좋은 반응이 생성된다. 질소 트리 요오드화물은 충격 민감도가 극히 높기 때문에 실용적인 상업 가치가 없기 때문에 통제 된 폭발로 저장, 운반 및 활용할 수 없다. 순수한 니트로 글리세린이 충격에 민감한 반면에 (비록 깃털을 가볍게 두드리기 만하면되는 아이오딘화 질소만큼 강력하지는 않지만) 강력한 감기이지만 감기약으로 인해 감수성이 감소되어 다이나마이트 형태로 취급하고 운반하기에 안전하다.
NI3의 분해는 다음과 같이 진행되어 질소 가스와 아이오딘을 생성한다.
2NI3 (s) → N2 (g) + 3I2 (g) (−290 kJ/mol)
그러나 건조 물질은 접촉 폭발물로서 다음과 같이 분해된다.
8 NI3 · NH3 → 5 N2 + 6 NH4I + 9 I2
이 방정식과 일관되게,이 폭발은 티오 황산나트륨 용액으로 제거할 수 있는 아이오딘의 주황색에서 보라색 얼룩을 남긴다. 얼룩 제거의 또 다른 방법은 단순히 아이오딘 시간을 승화시키는 것이다. 소량의 아이오딘화 질소는 때때로 고등학생에게 보여 지거나 "화학 마법"의 행위로 합성된다.  화합물의 감광도를 강조하기 위해 일반적으로 깃털을 만져서 폭발하지만, 심지어는 약간의 기류, 레이저 빛 또는 다른 움직임도 폭발을 일으킬 수 있다. 아이오딘화 질소는 알파 입자와 핵분열 생성물에 노출되었을 때 폭발하는 유일한 알려진 화학 폭발물이기도 하다.